# 積善 (乾隆進士)
積善（？—？），字粹斋，一字宗韩，又字构山，胡氏，汉军镶白旗人。乾隆甲子举人，乙丑联捷进士。
翰林院散馆后授编修，后由中书任广西道监察御史。

## 著作
《岑构堂易解》十二卷